# 克山県
克山県（こくざん-けん）は、中華人民共和国黒竜江省チチハル市に位置する県。県人民政府の所在地は克山鎮。

## 地理
北東部を黒河市（地級市）・五大連池市（県級市）、東部を克東県、南部を拝泉県、南西部を依安県、北西部を訥河市と行政区境として接している。

## 歴史
1915年（民国4年）に設置された克山設治局を前身とする。同年8月に克山県に改編された。

## 行政区画
下部に7鎮、8郷を管轄：
- 鎮：克山鎮、北興鎮、北聯鎮、古城鎮、西城鎮、西河鎮、双河鎮
- 郷：河南郷、河北郷、古北郷、西聯郷、発展郷、西建郷、向華郷、曙光郷

## 交通

### 鉄道
- 中国鉄路総公司
  - 中国鉄路ハルビン局集団公司
    - 斉北線（チチハル方面）- 古城駅（中国語版） - 克山駅（中国語版） - 郭家駅（中国語版） -（北安方面）

### 道路
- 高速道路
  -  伊斉高速道路

- 省道
  -  302省道

- 県道
  -  021県道
  -  049県道
  -  053県道
  -  054県道

## 健康・医療・衛生
- 克山県第一人民医院
- 克山県第二人民医院
- 克山県中医院
- 克山県婦幼保健院
- 克山県中西医結合医院
- 克山県衛生防疫站